# Silesia (киностудия)
Творческое объединение «Силезия» (пол. Zespół Filmowy „Silesia”) — польская киностудия, существовавшая с 1972 по 1983 год в Катовице.

## История
Киностудия создана 1 января 1972 года, ликвидированная в 1983 году. Художественными руководителями были: Казимеж Куц (1972—1978), Эрнест Брылль (1978—1983). Литературными руководителями объединения были: Рышард Клысь (1974—1979) и Михал Комар (1979—1983).

## Известные фильмы киностудии «Сирена»
- 1973 — «Профессор на дороге» / «Profesor na drodze»
- 1973 — «Санаторий под клепсидрой» / «Sanatorium pod klepsydrą»
- 1976 — «Прокажённая» / «Trędowata»
- 1976 — «Честь ребёнка» / «Honor dziecka»
- 1976 — «Далеко от шоссе» / «Daleko od szosy» (телесериал)
- 1978 — «Уленшпигель со святых гор» / «Sowizdrzał świętokrzyski»
- 1980 — «Зелёные годы» / «Zielone lata»
- 1980 — «Грешная жизнь Франциска Булы» / «Grzeszny żywot Franciszka Buły»
- 1980 — «Карьера Никодима Дызмы» / «Kariera Nikodema Dyzmy» (телесериал)
- 1981 — «Большой пикник» / «Wielka majówka»
- 1982 — «Да сгинет наваждение» / «Niech cię odleci mara»
- 1983 — «Волчица» / «Wilczyca»
- 1983 — «Таис» / «Thais»